# Rejon krukienicki
Rejon krukienicki (ukr. Крукеницький район) – dawna jednostka podziału administracyjnego Ukraińskiej Socjalistycznej Republiki Radzieckiej w Związku Socjalistycznych Republik Radzieckich w latach 1940–1941 i 1944–1959. Należał do obwodu drohobyckiego. Siedziba władz rejonu znajdowała się w Krukienicach.
Rejon krukienicki został utworzony 17 stycznia 1940 na podstawie dekretu Prezydium Rady Najwyższej USRR o podziale na rejony zachodnich obwodów USRR, kiedy to w obwodzie drohobyckim utworzono 30 rejonów, między innymi krukienicki.
Rejon objął obszary zniesionych gmin Pnikut i Hussaków (bez gromady Balice), należących przed wojną do powiatu mościskiego, oraz zachodnią część gminy Kupnowice Nowe (gromady Knihynice, Kościelniki, Kropielniki, Laszki Zawiązane i Nihowice), należącej przed wojną do powiatu rudeckiego – w województwie lwowskim.
Rejon krukienicki przestał istnieć wraz z wybuchem wojny niemiecko-radzieckiej 22 czerwca 1941. Jego tereny weszły w skład Landkreis Lemberg dystryktu galicyjskiego Generalnego Gubernatorstwa.
Rejon został odtworzony 31 lipca 1944, po zajęciu tych terenów przez Armię Czerwoną.
15 maja 1948 rejon krukienicki zasilono o część rejonu starosamborskiego (rady wiejskie Brześciany, Bylice, Rogóźno i Wierchowce), natomiast część rejonu krukienickiego włączono do rejonu niżankowickiego (rady wiejskie Horysławice, Hussaków i Radochońce).
Rejon krukienicki zniesiono 21 stycznia 1959, włączając jego obszar do rejonów mościskiego, niżankowickiego i sądowowiszniańskiego.